# AMX 40 (1940)
De AMX 40 was een Frans ontwerp voor een cavalerietank welke werd ontworpen door AMX vanaf maart 1940. Opvallend aan het ontwerp waren de afgeronde romp en toren. De ontwikkeling stopte vrijwel direct door de Duitse inval in Frankrijk in mei 1940 en geen enkel voertuig is geproduceerd. De tank was bedoeld als opvolger van de SOMUA S35 en S40

## Ontwerpgeschiedenis
In maart 1940 startte het Atelier d'Issy-les-Moulineaux een studie naar een nieuwe middelzware cavalerietank als opvolger voor de SOMUA S35 en S40. In vergelijking met de S35 was de AMX iets korter, hoger en ook 22 centimeter breder om de mobiliteit in terrein te verbeteren.
In verhouding met zijn voorgangers kon de tank meer munitie meenemen. Het was uitgerust met  een torsievering met vier wielen met een diameter van 82 cm. Ook zou de tank sneller zijn en het had een betere radio. De productie zou beginnen in het midden van 1941.

## Ontwerp
Het meest opvallende aan de AMX 40 waren de afgeronde pantserplaten van de romp en toren, welke de tank een 'modern' uiterlijk gaven. De bemanning bestond uit drie personen; de bestuurder, die in het voormidden zat en de schutter en lader, die beiden in de koepel waren gestationeerd. Waarschijnlijk vervulde de schutter de dubbelrol van commandant.
De bemanning werd beschermd door bepantsering die aan de voorzijde van de tank 60 mm dik was, aan de zijden 50-30 mm en 40 mm aan de achterzijde. Het chassis, bestaande uit vier wielen aan beide zijden, werd deels beschermd door zijdelingse pantserplaten. Ook de brandstoftanks boden extra protectie aan de zijden, hierin zat namelijk diesel dat moeilijk te ontsteken is. 
De dieselmotor was achterin gemonteerd en leverde maximaal 160 pk. Het gewicht van de tank was ongeveer twintig ton en dit leverde dus een kracht per ton ratio op van acht pk per ton. Ter vergelijking; de Somua S35 had een ratio van 9,7 pk per ton. De aandrijftandwielen waren aan de achterzijde bevestigd.
Aan de achterzijde van de eivormige toren was een cirkelvormig toegangsluik gemonteerd. Op de toren was geen commandantskoepel gemonteerd, maar wel een periscoop met een volledig zicht. In de toren was een 47mm-SA35 kanon gemonteerd, de toren kon helemaal ronddraaien met behulp van een hydraulisch systeem. De secundaire bewapening bestond uit twee 7,5mm-machinegeweren. Eén was coaxiaal aan het kanon gemonteerd, de tweede was intrekbaar en was geplaatst in een ruimte achter de toren en kon gebruikt worden als luchtverdediging. De munitievoorraad bestond uit 156 schoten voor het kanon en 4000 patronen voor de machinegeweren.

## Bekendheid
Ondanks dat de AMX 40 niet is gebouwd, is de tank algemeen bekend, dankzij het computerspel World of Tanks, waar de tank in voorkomt. Hierin heeft de tank de bijnaam 'eend' gekregen, doordat de vorm enigszins doet denken aan een badeend.

## Trivia
- Deze tank mag niet verward worden met de AMX-40, een Franse gevechtstank uit 1983.